# 朝倉無声
朝倉 無声（あさくら むせい、1877年〈明治10年〉 - 1927年〈昭和2年〉は、近世風俗研究家、帝国図書館司書。本名は朝倉 亀三（あさくら かめぞう）。大阪府中河内郡八尾町の商家の出身で、1906年〈明治39年〉に早稲田大学高等師範部国語漢文科を卒業後、帝国図書館勤務。
雑誌「江戸趣味」の主幹として知られ、『日本小説年表』、『見世物研究』を著した。

## 著書
- 『日本小説年表』 春陽堂1926年
- 『見世物研究』 春陽堂 1928年